# Grand Prix Argentiny 1958
Grand Prix Argentiny 1958 (oficiálně VI Gran Premio de la Republica Argentina) se jela na okruhu Autódromo Oscar y Juan Gálvez v Buenos Aires v Argentině dne 19. ledna 1958. Závod byl prvním v pořadí v sezóně 1958 šampionátu Formule 1.

## Kvalifikace
| Poř.   | No. | Jezdec             | Konstruktér   | Čas    | Ztráta |
| ------ | --- | ------------------ | ------------- | ------ | ------ |
| 1      | 2   | Juan Manuel Fangio | Maserati      | 1:42.0 | —      |
| 2      | 20  | Mike Hawthorn      | Ferrari       | 1:42.6 | +0.6   |
| 3      | 18  | Peter Collins      | Ferrari       | 1:42.6 | +0.6   |
| 4      | 4   | Jean Behra         | Maserati      | 1:42.7 | +0.7   |
| 5      | 16  | Luigi Musso        | Ferrari       | 1:42.9 | +0.9   |
| 6      | 6   | Carlos Menditeguy  | Maserati      | 1:43.7 | +1.7   |
| 7      | 14  | Stirling Moss      | Cooper–Climax | 1:44.0 | +2.0   |
| 8      | 8   | Harry Schell       | Maserati      | 1:44.2 | +2.2   |
| 9      | 10  | Paco Godia         | Maserati      | 1:49.3 | +7.3   |
| 10     | 12  | Horace Gould       | Maserati      | 1:51.7 | +9.7   |
| Zdroj: |     |                    |               |        |        |

## Závod
| Poř.   | No. | Jezdec             | Konstruktér   | Počet kol | Čas/Odstoupení | Pořadí na startu | Body |
| ------ | --- | ------------------ | ------------- | --------- | -------------- | ---------------- | ---- |
| 1      | 14  | Stirling Moss      | Cooper-Climax | 80        | 2:19:33.7      | 7                | 8    |
| 2      | 16  | Luigi Musso        | Ferrari       | 80        | +2.7           | 5                | 6    |
| 3      | 20  | Mike Hawthorn      | Ferrari       | 80        | +12.6          | 2                | 4    |
| 4      | 2   | Juan Manuel Fangio | Maserati      | 80        | +53.0          | 1                | 4    |
| 5      | 4   | Jean Behra         | Maserati      | 78        | +2 kola        | 4                | 2    |
| 6      | 8   | Harry Schell       | Maserati      | 77        | +3 kola        | 8                |      |
| 7      | 6   | Carlos Menditeguy  | Maserati      | 76        | +4 kola        | 6                |      |
| 8      | 10  | Paco Godia         | Maserati      | 75        | +5 kol         | 9                |      |
| 9      | 12  | Horace Gould       | Maserati      | 71        | +9 kol         | 10               |      |
| Ret    | 18  | Peter Collins      | Ferrari       | 0         | Hřídel         | 3                |      |
| Zdroj: |     |                    |               |           |                |                  |      |

Poznámky
1. ↑  Juan Manuel Fangio získal jeden bod za zajetí nejrychlejšího kola.

## Průběžné pořadí po závodě
Pohár jezdců
| Pořadí | Jezdec             | Body |
| ------ | ------------------ | ---- |
| 1      | Stirling Moss      | 8    |
| 2      | Luigi Musso        | 6    |
| 3      | Mike Hawthorn      | 4    |
| 4      | Juan Manuel Fangio | 4    |
| 5      | Jean Behra         | 2    |
| Zdroj: |                    |      |

Pohár konstruktérů
| Pořadí | Konstruktér   | Body |
| ------ | ------------- | ---- |
| 1      | Cooper-Climax | 8    |
| 2      | Ferrari       | 6    |
| 3      | Maserati      | 3    |
| Zdroj: |               |      |